# HMS Mashona (F59)
«Машона» (англ. HMS Mashona (F59) — військовий корабель, ескадрений міноносець типу «Трайбл» Королівського військово-морського флоту Великої Британії за часів Другої світової війни.
Есмінець «Машона» був закладений 5 серпня 1936 року на верфі компанії Vickers-Armstrongs у Ньюкасл-апон-Тайні. 3 вересня 1937 року він був спущений на воду, а 28 березня 1938 року корабель увійшов до складу Королівських ВМС Великої Британії.
У роки Другої світової війни корабель нетривалий час брав участь у бойових діях на морі, бився у Північній Атлантиці, поблизу Норвегії, а також супроводжував конвої.
28 травня 1941 року потоплений німецькою авіацією під час переслідування лінкора «Бісмарк» південно-західніше Ірландії.
За проявлену мужність та стійкість у боях бойовий корабель відзначений двома бойовими відзнаками.

## Історія

### Початок війни
З початком Другої світової війни, корабель разом з іншими есмінцями його типу патрулював у Північній Атлантиці та Північному морі. Основним завданням «Машона» протягом наступних місяців було протичовнове патрулювання та ескорт транспортних і вантажних суден поблизу Британських островів.
26 вересня 1939 року з есмінцями «Сомалі», «Ескімо» та «Матабеле» ескортував авіаносець «Арк Роял» та лінійний корабель «Нельсон», що вийшли назустріч пошкодженому неподалік від данського узбережжя Горнс-Рев німецькими глибинними бомбами підводному човну «Сперфіш» до бази в Росайті. Британське угруповання піддалось атаці з повітря німецьких бомбардувальників Ju 88 з ескадри KG 30, однак напад вдалось відбити та практично без втрат прибути до військово-морської бази.
15 листопада з групою есмінців «Бедуїн», «Ашанті», «Сомалі» охороняв лінійні кораблі «Нельсон» та «Родні» на переході з Клайду, коли Флот Метрополії розосереджувався після зухвалого потоплення німецьким підводним човном U-47 корветтен-капітана Г.Пріна британського лінкора «Роял Оак» у бухті Скапа-Флоу 14 жовтня 1939.

### 1940
У квітні корабель ескортував конвої HN 24 та HN 25, забезпечуючи прикриття від нападу німецьких кораблів у Північному морі. 4 числа з есмінцями «Сомалі», «Матабеле» і «Тартар» вийшли на охорону конвою з Норвегії до Метила.
9 квітня 1940 року німецький вермахт вторгся до Норвегії, і «Машона», як частина морського угруповання, здійснив перехід до Бергена для атаки німецького крейсера, що був там виявлений. Напад ворожого корабля був скасований за командою Адміралтейства, проте, невдовзі група британських кораблів була атакована 47 німецькими пікіруючими бомбардувальниками He 111 і Ju 88 зі складу KG 26 та KG 30. Британські бойові кораблі відбився від атаки, але «Гуркха» був уражений авіабомбою та незабаром перевернувся догори дриґом та стрімко затонув..
Протягом квітня-травня есмінець «Машона» брав участь в інтенсивних боях проти німецьких окупантів. З 30 квітня допомагав в евакуації союзних військ з Ондалснеса.
У червні 1940 року есмінець прикривав прохід лінійного корабля «Валіант», який у супроводі «Бедуїн», «Ашанті», «Тартар» та «Волверін» евакуював війська з Нарвіка.

### 1941
22 травня «Машона» був включений до складу угруповання ВМС, що збиралося на прикриття головних сил британського флоту, яке, у свою чергу, планувалося на вихід на перехоплення німецького лінійного корабля «Бісмарк» у Данській протоці, котрий 24 травня потопив у бою гордість флоту Його Королівської Величності лінійний крейсер «Худ».
Корабель долучався до переслідування німецького новітнього лінкору «Бісмарк» та екіпаж став свідком його останньої битви та затоплення.
28 травня 1941 року на зворотному шляху до бази після затоплення «Бісмарка» британські ескадрені міноносці «Машона» та «Тартар» піддалися інтенсивній авіаційній атаці 50 німецьких бомбардувальників Fw 200 Condor та He 111 KG 77, що тривала понад 13 годин. «Машона» постраждав від влучення німецької бомби, корабель урешті-решт перекинувся та затонув. «Тартар», також постраждалий від авіаційного нальоту, зміг врятувати 229 чоловіків з однотипного корабля і доставити їх у Грінок.